# 日本建設機械施工協会
一般社団法人日本建設機械施工協会（にほんけんせつきかいせこうきょうかい）は、1949年（昭和24年）に設立された建設機械の業界団体。元国土交通省及び経済産業省所管。

## 概要
- 所在：東京都港区芝公園3丁目5番8号　機械振興会館
- 会長：小野和日児

2010年3月9日、「事業仕分け (行政刷新会議)第2弾」において、仕分け対象枠の公益法人に選定された。

## 事業
- 標準部：
- 機械経費調査部：
- 試験部：建設機械施工技士の検定試験、特別研修の実施
- 施工技術総合研究所：建設機械に関する調査・研究・開発、機械化施工に関する調査・試験・研究、建設機械の性能試験及び評定等、疲労試験・構造物耐荷力試験、技術指導、建設技術審査証明事業、材料試験・施設貸与、新技術開発研究会、各種試験申込・業務依頼

## 沿革
- 1949年 - 前身となる建設機械化協議会が創設[1]
- 1950年 - 社団法人建設機械化協会が設立[1]
- 1952年 - 社団法人日本建設機械化協会に改称[1]
- 2012年4月1日 - 一般社団法人日本建設機械施工協会に移行[1]